# 上條秀介
上條秀介（かみじょうしゅうすけ、1893年12月22日 - 1956年5月19日）は日本の医師。1928年（昭和3年）に昭和医学専門学校（現・昭和医科大学）を設立し、日本病院協会（現・日本病院会）の初代会長も務めた。勲四等瑞宝章、従五位に叙された。

## 略歴
- 1893年 - 長野県東筑摩郡今井村（現・松本市）の農家に生まれる。
- 1912年 - 旧制松本中学（現・長野県松本深志高等学校）卒業。
- 1915年 - 第一高等学校三部甲類卒業。
- 1919年 - 東京帝国大学医学部卒業。
- 1920年 - 東京帝国大学医学部に奉職、同附属医院三浦内科に勤務。
- 1923年 - 「神経髄鞘の微細構造」に関する論文で医学博士の学位を取得。
- 1928年3月 - 石井吉五郎、吾妻俊夫、鏑木忠正、高木慎、水原豊らの援助受け協力し昭和医学専門学校を設立。
- 同年5月 - 同校附属医院を開設し、医院長に就任。
- 1938年 - 岡田和一郎初代校長逝去の後を継ぎ、昭和医学専門学校長に就任。
- 1946年 - 昭和医科大学長、同附属医院長に就任。財団法人多摩帝国美術学校（現多摩美術大学）理事に就任
- 1951年 - 日本病院協会を設立し、会長に就任。
- 1956年 - 死去。墓所は多磨霊園。

## 主著
- 「血圧と動脈硬化」
- 「新内科学」
- 「臨床診断学」

## 参照
- 創立者 上條秀介 昭和医科大学
- 「現代物故者事典 学術・文芸・芸術篇」 日外アソシエーツ、2012年